# MZKT-7919
Der MZKT-7919 (russisch МЗКТ-7919) wurde als schwerer Allrad-Lkw (12×12) Ende der 1980er-Jahre bis hinein in die 1990er-Jahre zuerst vom belarussischen Hersteller Minski Awtomobilny Sawod mit der Bezeichnung MAZ-7919 (russisch МАЗ-7919) entwickelt und sollte als Fahrgestell für mobile Interkontinental-Raketensysteme dienen. Später ging die Produktion an das neu gegründete Minski Sawod Koljosnych Tjagatschei. Er ist der Nachfolger des MAZ-7917.

## Fahrzeuggeschichte
In der Sowjetunion erlangten mobile Transport- und Startrampen für Mittel- und Langstreckenraketen seit Ende der 1970er-Jahre eine immer wichtigere Stellung, bis im Rahmen diverser Abrüstungsverträge zwischen den beiden großen militärischen Blöcken die Bedeutung derartiger Fahrzeuge scheinbar an Wichtigkeit verloren habe. Um bereits vorliegende Entwicklungsergebnisse und Produktionserfahrungen einer zivilen Nachnutzung zu ermöglichen, wurde 1988 der MAZ-7919 vorgestellt, der im Vertriebsmaterial des Herstellers Anfang der 1990er-Jahre eindeutig nichtmilitärische Kunden als Zielgruppe hatte. Aufgrund der Geländegängigkeit sieht der Hersteller Verwendungsmöglichkeiten als Ölfeldfahrzeug, insbesondere als Basis für mobile Bohrtürme oder Mobilkrane.

## Technische Beschreibung
Der MZKT-7919 und der MAZ-7919 sind sechsachsige Allradfahrzeuge, die sich aber hinsichtlich Bodenfreiheit und Radstand voneinander unterscheiden. Der augenscheinlichste Unterschied besteht jedoch im Führerhaus, das beim MAZ-7919 eine Neukreation des MAZ-Werks darstellte, da die typischen mittig geteilten Führerhäuser der rein militärisch genutzten Vorgängerversionen in einer Zivilversion ungebräuchlich sind. Zudem bot das zweitürige Fahrerhaus neben zwei Sitzplätzen einen Schlafplatz. Die späteren MZKT-Versionen greifen auf Kabinen zurück, die vom Minski Awtomobilny Sawod zugeliefert werden und jenen des MAZ-5336 entsprechen. Sie werden in gleicher Gestalt auch bei anderen Lastwagen des Herstellers verwendet.
In beiden Versionen werden V12-Dieselmotoren von JaMZ verbaut, bei der modernsten Version MZKT-791910 findet der Motortyp JaMZ-8401.10 Verwendung, der eine Leistung von 650 PS bei 2100 min-1 erbringt. Derzeit wird der Lkw mit den Antriebsformeln 12×12 und 12×10 angeboten. Von den sechs Achsen sind die vorderen drei lenkbar.

## Technische Daten
Quelle der Daten
|                                        | MAZ-7919        | MZKT-791910     |
| -------------------------------------- | --------------- | --------------- |
| Antriebsformel                         | 12×12           | 12×12 und 12×10 |
| Sitzplätze im Kabinenraum              | 2               | 2               |
| Länge                                  | 16.630 mm       | 16.630 mm       |
| Breite                                 | 3350 mm         | 3400 mm         |
| Höhe                                   | 2750 mm         | 3000 mm         |
| Motortyp                               | JaMZ-8401.10-14 | JaMZ-8401.10    |
| Hubraum                                | 25,86 l         | 25,86 l         |
| Motorleistung                          | 478 kW (650 PS) | 478 kW (650 PS) |
| Leergewicht                            | 34,85 t         | 34,8 t          |
| Zuladung                               | 55,15 t         | 55,2 t          |
| Zulässiges Gesamtgewicht               | 90 t            | 90 t            |
| Tankinhalt                             | N/A             | 1400 l          |
| Höchstgeschwindigkeit (auf der Straße) | 48 km/h         | 48 km/h         |